# Abou Mehdi al-Mouhandis
Jamal Jaafar Mohamad Ali al-Ibrahim, dit Abou Mehdi al-Mouhandis (arabe : جمال جعفر محمد علي آل إبراهيم, Abou Mehdi l'Ingénieur), né le 1er juillet 1954 à Bassorah et mort assassiné le 3 janvier 2020 à Bagdad, est un homme politique et un militaire irakien et iranien.

## Biographie

### Guerre Iran-Irak
Jamal Jaafar Mohamad Ali al-Ibrahim naît en 1954 à Bassorah, d’un père irakien et d’une mère iranienne, tous les deux de confession chiites duodécimain.
Dans sa jeunesse, il devient ingénieur et rejoint le parti politique islamiste chiite Dawa. Il s'exile au Koweït en 1980, après l'interdiction de Dawa et d'autres partis religieux par Saddam Hussein.
Le 12 décembre 1983, il aurait été impliqué dans des attentats meurtriers contre les ambassades de France et des États-Unis au Koweït (en). Il fuit le pays et est condamné à mort par contumace.
En 1987, il est nommé haut commandant au sein des Brigades Badr, une milice islamiste chiite irakienne qui combat dans le camp iranien lors de la guerre Iran-Irak.

### Conflits irakiens

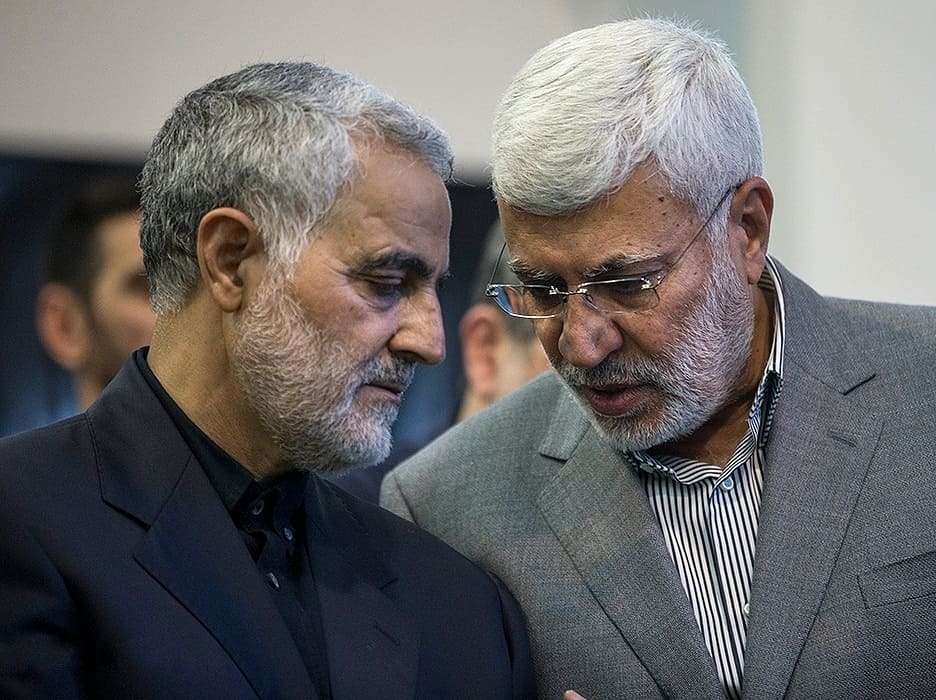
Qassem Soleimani et Abou Mehdi al-Mouhandis en 2017.

Abou Mehdi al-Mouhandis regagne l'Irak en 2003, après la chute de Saddam Hussein. Notoirement hostile aux Américains, il participe rapidement à la mise en place d'une nouvelle milice islamiste chiite pro-iranienne : les Kataeb Hezbollah,. En 2005, il est brièvement député au Conseil des représentants,. En 2009, al-Mouhandis et les Kataeb Hezbollah sont officiellement classés comme « terroristes » par les États-Unis, qui les accusent de trafic d’armes, d'attentats contre des ambassades occidentales et de tentatives d'assassinats,. À cette période, al-Mouhandis obtient également la nationalité iranienne.
En 2012, les Kataeb Hezbollah interviennent dans la guerre civile syrienne où elles combattent pour défendre le régime de Bachar el-Assad,.
En 2014, lors de la seconde guerre civile irakienne, les milices chiites se rassemblent au sein des Hachd al-Chaabi afin de combattre l'État islamique. Abou Mehdi al-Mouhandis en devient le numéro 2, derrière Faleh al-Fayadh, conseiller à la sécurité nationale, mais il est considéré comme le véritable chef et homme fort du Hachd,. En juillet, al-Mouhandis proclame son allégeance à Qassem Soleimani, le commandant en chef de la Force Al-Qods, les forces spéciales du Corps des Gardiens de la révolution islamique.
Selon Phillip Smyth, spécialiste des groupes chiites armés, Abou Mehdi al-Mouhandis « est le parfait exemple de la manière dont l'Iran a tissé son réseau de lieutenants en Irak. Il est lié à tous les réseaux principaux de l'Iran en Irak. Il n'a aucun équivalent, il est l'incarnation parfaite »,. Pour Michael Knights, chercheur au Washington Institute for Near East Policy, Abou Mehdi al-Mouhandis est « le système nerveux central » des Gardiens de la révolution en Irak, il est « l'ennemi invétéré numéro un des États-Unis » et il a « travaillé assidûment à faire du Hachd une organisation jamais totalement sous le contrôle du Premier ministre ou la commande des forces régulières ».

### Mort
Le 27 décembre 2019, 36 roquettes s'abattent sur la base K1 à Kirkouk, où sont présents des militaires américains. Un sous-traitant américain est tué dans l'attaque. Le 29 décembre, les États-Unis ripostent en bombardant cinq sites tenus par les Kataeb Hezbollah, dont trois dans l'ouest de l'Irak et deux dans l'est de la Syrie, tuant au moins 25 combattants de la milice et faisant 51 blessés,,. Abou Mehdi al-Mouhandis promet alors des représailles. Le 31 décembre, al-Mouhandis fait une dernière apparition publique au sein du cortège funèbre qui s'en prend ensuite à l'ambassade des États-Unis à Bagdad: des milliers de miliciens et de partisans des Kataeb Hezbollah pénètrent dans l'enceinte de l'ambassade américaine. Le 1er janvier 2020, le président américain Donald Trump menace l'Iran, affirmant tenir ce pays comme étant pleinement responsable des précédentes attaques.
Le 3 janvier 2020, Abou Mehdi al-Mouhandis se rend à l'aéroport international de Bagdad pour accueillir le général iranien Qassem Soleimani. Les deux hommes et plusieurs miliciens trouvent la mort dans la frappe ciblée d'un drone américain.
Le 4 janvier, des dizaines de milliers de personnes, dont le Premier ministre Adel Abdel-Mehdi et des chefs du Hachd, participent à ses obsèques. Le 5, sa dépouille est portée au mausolée de l'imam Ali à Nadjaf en présence d'une immense foule. Le 6 janvier 2020, décrété jour férié, des millions d’Iraniens manifestent dans différentes villes du pays.